# قصعين نمساوي
قصعين نمساوي (الاسم العلمي:Salvia austriaca) هو نوع نباتي يتبع جنس القصعين من فصيلة الشفوية.